# Schomberg
Schomberg es una localidad situada en el municipio de King, en la provincia de Ontario, Canadá. Según el censo de 2021, tiene una población de 2656 habitantes.
Está ubicada al norte de Oak Ridges Moraine y al sur del río Holland.
Se accede a la localidad por la autopista 9, que une Orangeville y Newmarket; por la autopista 27, que une Barrie y Toronto; y por la carretera Lloydtown-Aurora. Su calle principal es York Regional Road 76, una avenida curva separada de las principales autopistas locales.

## Historia
La localidad fue fundada con el nombre de ‘Brownsville’ por colonos irlandeses que habían inmigrado a Canadá desde Pensilvania, en los Estados Unidos. Recibió su nombre de su fundador, el empresario Thomas Brown (nacido el 13 de mayo de 1802), uno de doce hermanos nacidos en Pensilvania y uno de los cuatro que emigraron al Alto Canadá. Alrededor de 1830, su hermano agricultor John R. Brown (nacido el 3 de junio de 1811) se instaló en el lote 26, concesión 8, fundando la comunidad rural. Thomas construyó el único molino de harina de la comunidad en 1836, estimulando así su desarrollo. El molino finalmente fue comprado por su hermano Garrett, quien también estableció el primer banco en la comunidad. Para el servicio postal, los residentes usaban la oficina de correos en la comunidad cercana de Lloydtown.
En 1861, la comunidad solicitó una oficina de correos, pero el pedido fue rechazado porque otra oficina de correos con el nombre de Brownsville ya estaba en funcionamiento en el condado de York. (Esa comunidad ahora es parte de Woodbridge, en Vaughan). En 1862, la comunidad pasó a llamarse ‘Schomberg’, un nombre sugerido por Thomas Roberts Ferguson, y se estableció su oficina de correos. El nombre probablemente proviene del Tercer Duque de Schomberg y Primer Duque de Leinster, un general al mando del rey Guillermo III de Inglaterra. 
El 6 de junio de 1890, el pueblo fue una de las muchas localidades inundadas como resultado de una tormenta en el este de Estados Unidos y Canadá. La inundación destruyó edificios, dejando a muchos residentes sin hogar y negocios en ruinas, y arrasó con dos presas de molinos. También llevó un edificio río abajo, que terminó en una granja.
El 25 de marzo de 1899, la comunidad se estableció como aldea policial.  En 1902, el Traders Bank of Canada (ahora parte del Royal Bank of Canada) estableció el primer banco comercial en Schomberg, y en enero de 1920 el Imperial Bank of Canada (ahora parte del Canadian Imperial Bank of Comercio) estableció una sucursal. 
Durante algún tiempo, a principios del siglo XX, la ciudad fue la terminal del ferrocarril Schomberg y Aurora, que conectaba con el ferrocarril radial de Toronto y York en Yonge Street, a cierta distancia hacia el este. El ferrocarril fue construido para traer compradores y turistas de Toronto a la ciudad, pero nunca fue muy popular. Inaugurado al tráfico en 1902, fue electrificado en 1916 y cerrado en 1927. Los rieles se quitaron al año siguiente, pero el derecho de paso todavía se puede ver al este de la ciudad.
La urbanización de la comunidad ocurrió principalmente en la parte suroeste, con pequeños desarrollos. En las décadas de 1950 y 1960, se construyeron viviendas cerca del centro y en la década de 1990 en el área de Roselena Drive. Dos desarrollos en la década de 2010 agregaron 147 casas independientes, 52 casas semiindependientes, 29 casas adosadas y un condominio de 127 unidades y seis pisos.

## Clima
Schomberg tiene un clima continental moderado por los Grandes Lagos e influenciado por masas de aire cálido y húmedo del sur y aire frío y seco del norte. El Oak Ridges Moraine afecta los niveles de precipitación: cuando una masa de aire llega desde el lago Ontario y alcanza la superficie elevada del suelo de la morrena, se eleva provocando precipitaciones.

## Cultura
Es tradición anual la Feria de Schomberg, que se celebró por primera vez en 1852. Es una feria agrícola que presenta una variedad de eventos y actividades. Se realiza todos los años el último fin de semana de mayo. El recinto ferial está ubicado en la esquina de Ontario Highway 9 y York Regional Road 27 (antigua sección de Ontario Highway 27).
Una tradición anual más reciente es Main Street Christmas. Esta festividad se lleva a cabo una noche de diciembre, durante la cual la gente celebra la temporada navideña escuchando villancicos, paseando por el heno y viendo esculturas de hielo, entre otras cosas.
De la localidad son los Schomberg Cougars, un equipo de hockey que juega en la División Carruters de la Conferencia Norte de la Provincial Junior Hockey League. La Asociación de Minor Hockey de Schomberg y los Schomberg Cougars son locales en el estadio Trisan Centre. 
El mayor inukshuk se encuentra en Allstone Quarry, en la autopista 27 al norte de 18th Sideroad. Fue construido por una cantera de piedra local como atracción para el comercio. 

## Educación
Schomberg tiene dos escuelas primarias, la Escuela Pública de Schomberg y la Escuela Elemental Católica St. Patrick. No hay escuelas secundarias en la localidad, por lo que los estudiantes deben trasladarse a establecimientos de localidades cercanas.